# CGC Viareggio 2003-2004
Questa voce raccoglie le informazioni riguardanti del CGC Viareggio nelle competizioni ufficiali della stagione 2003-2004.

## Stagione
Ventiquattresimo campionato di massima serie, A1. Il Viareggio termina a 34 punti. Novara, Breganze e Forte dei Marmi 35. Per un solo punto i bianconeri non entrano nei play-off scudetto. Però la squadra ha fatto meglio dello scorso anno.

## Maglie e sponsor
| 1ª divisa | 2ª divisa |

## Organico

### Giocatori
Dati tratti dal sito internet ufficiale della Federazione Italiana Sport Rotellistici.
| N° | Naz.                 | Ruolo | Sportivo                         |  |  |  |
| -- | -------------------- | ----- | -------------------------------- |  |  |  |
|    | Italia (bandiera)    | P     | Roberto Salsi                    |  |  |  |
|    | Italia (bandiera)    | P     | Leonardo Barozzi                 |  |  |  |
|    | Italia (bandiera)    | E     | Nicola Felicetti                 |  |  |  |
|    | Argentina (bandiera) | E     | Juan Luis Travasino              |  |  |  |
|    | Italia (bandiera)    | E     | Nicola Palagi                    |  |  |  |
|    | Italia (bandiera)    | E     | Luca Natante                     |  |  |  |
|    | Argentina (bandiera) | E     | Pablo Francisco Martin Fernandez |  |  |  |
|    | Argentina (bandiera) | E     | Rolando Pablo Gattoni Quiroga    |  |  |  |
|    | Italia (bandiera)    | E     | Crudeli                          |  |  |  |
|    | Italia (bandiera)    | E     | Fortuna                          |  |  |  |
|    | Italia (bandiera)    | E     | Brunelli                         |  |  |  |
|    | Italia (bandiera)    | E     | Deinite                          |  |  |  |
|    | Italia (bandiera)    | E     | Strenghetto                      |  |  |  |